# Francis Field
Francis Field és un estadi situat a la ciutat de Saint Louis (Estats Units) que fou construït l'any 1902 per allotjar l'Exposició Universal realitzada en aquesta ciutat l'any 1904.
Fins a l'any 1984 va tenir una capacitat de 19.000 persones, però després de les remodelacions sofertes a la dècada del 1980 la seva capacitat passà als 4.000 espectadors. El nom de l'estadi es posà en honor de l'alcalde i governador de l'estat de Missouri David Rowland Francis.

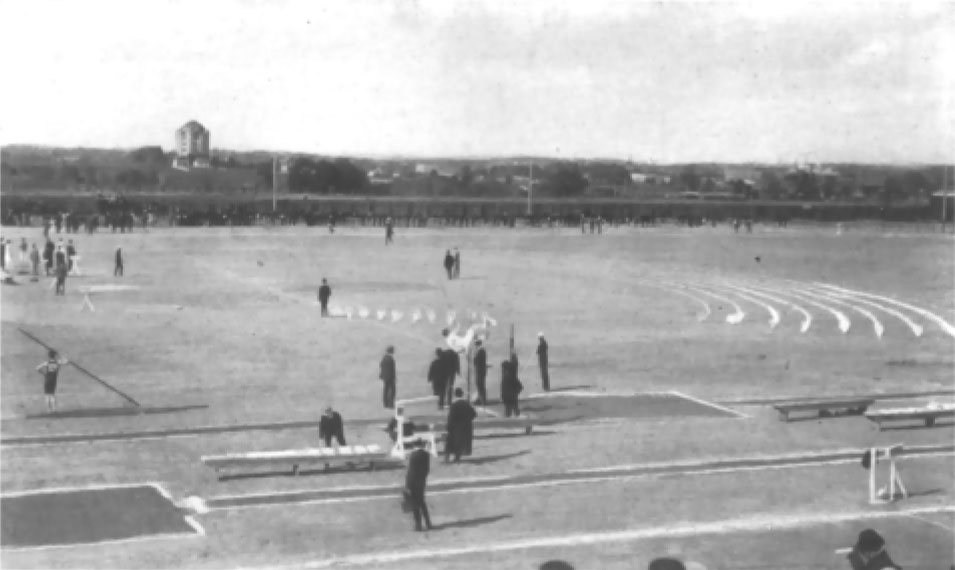
Francies Field l'any 1904.

Durant la realització dels Jocs Olímpics d'Estiu de 1904 fou utilitzat com a estadi olímpic, sent la seu de la competició d'atletisme, ciclisme, joc d'estirar la corda, futbol, gimnàstica, halterofília, lacrosse, lluita, roque i tir amb arc, així com alguns partits de tennis.
Actualment forma part de les instal·lacions de la Universitat Washington de Saint Louis, i en els seus terrenys s'hi practiquen competicions d'atletisme, camp a través, futbol americà i futbol.